# 1981 na televisão
Nesta página encontram-se os fatos, estreias e términos sobre televisão que aconteceram durante o ano de 1981.

## Eventos

### Brasil

#### Abril
- 11 de abril — É inaugurada a TV Bandeirantes Bahia, emissora própria da Rede Bandeirantes em Salvador, Bahia.
- 20 de abril — Na Rede Globo, o Jornal Hoje ganha nova vinheta de abertura, cenário e gráficos.
- 27 de abril — Na Rede Globo, o Globo Esporte ganha nova vinheta de abertura e grafismos.

#### Maio
- 26 de maio — É inaugurada a TV Manacapuru, afiliada da Rede Bandeirantes em Manacapuru, Amazonas.

#### Junho
- 27 de junho — A TVS Rio de Janeiro e a TV Record São Paulo exibem a 28.ª edição do Miss Brasil.

#### Julho
- 10 de julho — É inaugurada a TV Planalto em Lages, Santa Catarina.
- 16 de julho — É inaugurada a TV Norte Fluminense, afiliada da Rede Globo em Campos dos Goytacazes, Rio de Janeiro.

#### Agosto
- 19 de agosto
  - Entra no ar em quatro cidades brasileiras (São Paulo, Rio de Janeiro, Belém e Porto Alegre), o Sistema Brasileiro de Televisão (SBT), fundado por Silvio Santos.
  - Na TV Globo, o Jornal Nacional ganha nova vinheta e grafismos.

#### Setembro
- 8 de setembro — É inaugurada a TV Ribamar, afiliada da Rede Bandeirantes em São Luís, Maranhão.

#### Outubro
- 13 de outubro — É inaugurada a TV Cacoal, afiliada da Rede Bandeirantes em Cacoal, Rondônia.

### Estados Unidos

#### Agosto
- 1.º de agosto — Criada a MTV, emissora de música.

## Programas

### Janeiro
- 2 de janeiro — Termina Carga Pesada na Rede Globo.

### Fevereiro
- 7 de fevereiro — Termina Um Homem muito Especial na Rede Bandeirantes.
- 9 de fevereiro — Estreia Rosa Baiana na Rede Bandeirantes.

### Março
- 6 de março — Termina a segunda fase do Jornal da Globo na Rede Globo.
- 9 de março — Estreia Viva o Gordo na Rede Globo.
- 10 de março — Estreia Chico Total na Rede Globo.
- 14 de março
  - Termina Dulcinéa Vai à Guerra na Rede Bandeirantes.
  - Termina Coração Alado na Rede Globo.
- 16 de março — Estreia Baila Comigo na Rede Globo.

### Abril
- 25 de abril
  - Termina O Meu Pé de Laranja Lima na Rede Bandeirantes.
  - Termina Plumas e Paetês na Rede Globo.
- 27 de abril
  - Estreia Os Imigrantes na Rede Bandeirantes.
  - Estreia O Amor É Nosso na Rede Globo.
- 20 de abril — Estreia Amizade Colorida na Rede Globo.
- 24 de abril — Estreia Obrigado, Doutor na Rede Globo.

### Maio
- 8 de maio — Termina A Sucessora no Vale a Pena Ver de Novo na Rede Globo.
- 11 de maio — Reestreia Te Contei? no Vale a Pena Ver de Novo na Rede Globo.
- 16 de maio — Termina As Três Marias na Rede Globo.
- 18 de maio — Estreia Ciranda de Pedra na Rede Globo.
- 23 de maio — Estreia É Proibido Colar na TV Cultura.

### Junho
- 26 de junho — Termina Cara a Cara na Rede Bandeirantes.
- 29 de junho — Termina Amizade Colorida na Rede Globo.

### Julho
- 6 de julho — Reestreia Pé de Vento na Rede Bandeirantes.
- 31 de julho — Termina Rosa Baiana na Rede Bandeirantes.

### Agosto
- 9 de agosto — Estreia Som Brasil na Rede Globo.
- 15 de agosto — Termina Almoço com as Estrelas na TV Record.
- 17 de agosto — Reestreia A Deusa Vencida na Rede Bandeirantes.
- 19 de agosto
  - Estreia O Povo na TV no SBT.
  - Estreia Supercine na Rede Globo.
- 20 de agosto — Estreia Sessão Desenho no SBT.
- 22 de agosto — Reestreia Almoço com as Estrelas no SBT.
- 23 de agosto — Estreia Programa Silvio Santos no SBT.

### Setembro
- 25 de setembro — Termina A Deusa Vencida na Rede Bandeirantes.
- 26 de setembro — Termina Baila Comigo na Rede Globo.
- 28 de setembro
  - Estreia Os Adolescentes na Rede Bandeirantes.
  - Estreia Brilhante na Rede Globo.

### Outubro
- 5 de outubro — Estreia Noticentro no SBT.
- 22 de outubro — Termina Plantão de Polícia na Rede Globo.
- 24 de outubro — Termina O Amor É Nosso na Rede Globo.
- 26 de outubro
  - Estreia Jogo da Vida na Rede Globo.
  - Termina Obrigado, Doutor na Rede Globo.

### Novembro
- 6 de novembro — Termina Te Contei? no Vale a Pena Ver de Novo na Rede Globo.
- 9 de novembro — Reestreia Cabocla no Vale a Pena Ver de Novo na Rede Globo.
- 14 de novembro — Termina Ciranda de Pedra na Rede Globo.
- 16 de novembro — Estreia Terras do Sem-Fim na Rede Globo.

### Dezembro
- 4 de dezembro — Termina Chico Total na Rede Globo.
- 24 de dezembro — A Rede Globo exibe o Roberto Carlos Especial.

## Nascimentos
| Data            | Nome                | Profissão                                         | Nacionalidade  | Observações | Ref |
| --------------- | ------------------- | ------------------------------------------------- | -------------- | ----------- | --- |
| 2 de janeiro    | Danielle Souza      | modelo                                            | Brasil         |             |     |
| 20 de janeiro   | Crystal Lowe        | atriz                                             | Canadá         |             |     |
| 26 de janeiro   | Colin O'Donoghue    | ator e músico                                     | Irlanda        |             |     |
| 28 de janeiro   | Elijah Wood         | ator                                              | Estados Unidos |             |     |
| 1 de fevereiro  | Izabella Camargo    | jornalista e locutora                             | Brasil         |             |     |
| 4 de fevereiro  | Sabrina Sato        | apresentadora, repórter e humorista               | Brasil         |             |     |
| 4 de fevereiro  | Sérgio Marone       | ator                                              | Brasil         |             |     |
| 19 de fevereiro | Rafael Baronesi     | apresentador e ator                               | Brasil         |             |     |
| 1 de março      | Ana Hickmann        | modelo e apresentadora                            | Brasil         |             |     |
| 3 de março      | Eugene              | atriz e cantora                                   | Coreia do Sul  |             |     |
| 28 de março     | Julia Stiles        | atriz                                             | Reino Unido    |             |     |
| 1 de abril      | Janaína Jacobina    | jornalista, apresentadora de televisão e repórter | Brasil         |             |     |
| 1 de abril      | Armando Babaioff    | ator                                              | Brasil         |             |     |
| 10 de abril     | Michael Pitt        | ator e músico                                     | Estados Unidos |             |     |
| 26 de abril     | Mariana Ximenes     | atriz e produtora                                 | Brasil         |             |     |
| 28 de abril     | Jessica Alba        | atriz                                             | Estados Unidos |             |     |
| 8 de maio       | Stephen Amell       | ator                                              | Canadá         |             |     |
| 29 de maio      | Juliana Knust       | atriz                                             | Brasil         |             |     |
| 6 de junho      | Andrew McFarlane    | ator                                              | Estados Unidos |             |     |
| 29 de junho     | Maria Maya          | atriz                                             | Brasil         |             |     |
| 1 de julho      | Lindsay Garner Hall | apresentadora                                     | Brasil         |             |     |
| 5 de julho      | Gianne Albertoni    | modelo, atriz e apresentadora                     | Brasil         |             |     |
| 6 de agosto     | José Ron            | ator                                              | México         |             |     |
| 20 de agosto    | Ben Barnes          | ator                                              | Inglaterra     |             |     |
| 24 de agosto    | Chad Michael Murray | ator                                              | Estados Unidos |             |     |
| 25 de agosto    | Rachel Bilson       | atriz                                             | Estados Unidos |             |     |
| 1 de setembro   | Eduardo Mossri      | ator                                              | Brasil         |             |     |
| 3 de setembro   | Patrícia Candoso    | atriz e cantora                                   | Portugal       |             |     |
| 5 de setembro   | Carlo Porto         | ator                                              | Brasil         |             |     |
| 5 de setembro   | Marcelo Adnet       | ator e comediante                                 | Brasil         |             |     |
| 20 de setembro  | André Bankoff       | ator                                              | Brasil         |             |     |
| 29 de setembro  | Carolina Holanda    | atriz e modelo                                    | Brasil         |             |     |
| 3 de outubro    | Giselle Itié        | atriz                                             | México         |             |     |
| 4 de outubro    | Daniel Lissing      | ator                                              | Austrália      |             |     |
| 5 de outubro    | Iran Malfitano      | ator                                              | Brasil         |             |     |
| 9 de outubro    | Karyn Bravo         | jornalista                                        | Brasil         |             |     |
| 21 de outubro   | Juliana Camargo     | jornalista, modelo, apresentadora e ativista      | Brasil         |             |     |
| 24 de outubro   | Tila Tequila        | atriz e cantora                                   | Estados Unidos |             |     |
| 1 de novembro   | Thiago Fragoso      | ator                                              | Brasil         |             |     |
| 6 de novembro   | Lee Dong-wook       | ator                                              | Coreia do Sul  |             |     |
| 21 de novembro  | Park Hae-soo        | ator                                              | Coreia do Sul  |             |     |
| 23 de novembro  | Raoni Carneiro      | ator, cantor e diretor                            | Brasil         |             |     |
| 15 de dezembro  | George O. Gore II   | ator                                              | Estados Unidos |             |     |
| 16 de dezembro  | Krysten Ritter      | atriz                                             | Estados Unidos |             |     |

## Mortes
| Data          | Nome             | Profissão                   | Nacionalidade  | Observações | Ref |
| ------------- | ---------------- | --------------------------- | -------------- | ----------- | --- |
| 10 de janeiro | Richard Boone    | ator                        | Estados Unidos | n. 1917     |     |
| 13 de junho   | Amácio Mazzaropi | ator, cineasta e comediante | Brasil         | n. 1912     |     |